# Alysia hebeiensis
Alysia hebeiensis (лат.) — вид паразитических наездников рода Alysia из семейства Braconidae (Alysiinae, Hymenoptera). Восточная Азия.

## Распространение
Южная Корея и Китай.

## Описание
Мелкие наездники-бракониды (около 3 мм). Тело чёрное, но метасома полностью красновато-коричневая; усики тёмно-коричневые в основании, ноги желтовато-коричневые в основании, голени коричневые. От близких видов отличается следующими признаками: сетозная часть ножен яйцеклада в 1,2 раза длиннее задней голени; заднее бедро в 4,4—4,6 раза длиннее своей максимальной ширины. Первый членик жгутика в 1,2—1,3 раза длиннее второго; сетозная часть ножны яйцеклада в 0,5—1,3 раза длиннее задней голени; глаз в дорсальном виде в 1,2—1,4 раза длиннее виска. Первый членик жгутика усика длиннее второго, глаз слабо овальный, наличник треугольной формы, широкий и выступающий вперед; мандибулы с 3 зубцами, пронопе отсутствует, нотаули развиты. Птеростигма крупная, жилка 2-SR переднего крыла слегка изогнута, первая дискальная ячейка короче ширины в медианной длине. Предположительно как и близкие виды эндопаразитоиды личинок мух.